# North Miami
North Miami är en stad (city) i Miami-Dade County, i delstaten Florida, USA. Enligt United States Census Bureau har staden en folkmängd på 60 143 invånare (2011) och en landarea på 21,8 km².